# Гондерсхаузен
Гондерсхаузен (њем. Gondershausen) општина је у њемачкој савезној држави Рајна-Палатинат. Једно је од 134 општинска средишта округа Рајн-Хунсрик. Према процјени из 2010. у општини је живјело 1.274 становника. Посједује регионалну шифру (AGS) 7140043.

## Географски и демографски подаци
Гондерсхаузен се налази у савезној држави Рајна-Палатинат у округу Рајн-Хунсрик. Општина се налази на надморској висини од 400 метара. Површина општине износи 13,4 km². У самом мјесту је, према процјени из 2010. године, живјело 1.274 становника. Просјечна густина становништва износи 95 становника/km².